# Championnats du monde de duathlon 1990
Navigation
Édition suivante
Les Championnats du monde de duathlon 1990 présentent les résultats des championnats mondiaux de duathlon en 1990 organisés par la fédération internationale de triathlon.
Ces 1ers championnats se sont déroulés à Cathedral City aux États-Unis le 24 novembre 1990.

## Distances parcourues
| Distances course (kilomètres) | Distances course (kilomètres) | Distances course (kilomètres) |
| Course à pied                 | Cyclisme                      | Course à pied                 |
| ----------------------------- | ----------------------------- | ----------------------------- |
| 10                            | 60                            | 10                            |

## Résultats

### Élite
| Rang               | Athlète          | Pays       | Temps           |
| ------------------ | ---------------- | ---------- | --------------- |
| Médaille d'or      | Kenny Souza      | États-Unis | 2 h 35 min 43 s |
| Médaille d'argent  | George Pierce    | États-Unis | 2 h 37 min 22 s |
| Médaille de bronze | Benjamin Parades | Mexique    | 2 h 37 min 34 s |

| Rang               | Athlète           | Pays       | Temps           |
| ------------------ | ----------------- | ---------- | --------------- |
| Médaille d'or      | Thea Sybesma      | Pays-Bas   | 2 h 58 min 13 s |
| Médaille d'argent  | Donna Landreville | États-Unis | 2 h 59 min 35 s |
| Médaille de bronze | Sylviane Puntous  | Canada     | 3 h 00 min 55 s |

## Tableau des médailles
| Rang  | Nation     | Or | Argent | Bronze | Total |
| ----- | ---------- | -- | ------ | ------ | ----- |
| 1     | États-Unis | 1  | 2      | 0      | 3     |
| 2     | Pays-Bas   | 1  | 0      | 0      | 1     |
| 3     | Canada     | 0  | 0      | 1      | 1     |
| -     | Mexique    | 0  | 0      | 1      | 1     |
| Total | Total      | 2  | 2      | 2      | 6     |